# Kumielsk
Kumielsk (entre 1938 et 1946: Morgen, avant 1938: Kumielsko) est un village de Varmie-Mazurie en Pologne, autrefois en province de Prusse-Orientale. Il est rattaché à la municipalité de Biała Piska dans le powiat de Pisz, à quinze kilomètres au sud-est de Pisz.

## Histoire
Le village a été fondé par les chevaliers teutoniques en 1428. Son nom dérive du vieux-prussien, Kumelischken, puis Komilsken, signifiant élevage de chevaux. 
Il faisait partie du duché de Prusse, puis du royaume de Prusse (dans l'arrondissement de Johannisburg, dont il constituait une paroisse) de l'Empire allemand, de l'État libre de Prusse au sein de la province de Prusse-Orientale de l'Allemagne, puis à partir du printemps 1945 de la république populaire de Pologne avec une nouvelle population.